# 雷佳
雷佳（1979年10月19日—），女，湖南益阳人，中國女高音歌唱家，歌劇表演藝術家，国家一级演员。现任自強村扶貧形象大使，中國音樂家協會副主席，中国妇女联合会副主席，北京文联副主席，总政歌舞團副團長，解放軍文職二級軍階（正軍職），國務院政府特殊津貼專家，中國音樂學院以及西安音樂學院的碩士研究生教授，中国艺术研究院博士研究生教授，中共十九大代表。雷佳是彭丽媛唯一的博士生，并继承了彭的《在希望的田野上》、《江山》《阳光路上》、歌剧《木兰诗篇》，《党的女儿》等代表作，因此被认为是彭的徒弟，民族声乐正统。

## 生平
1997年毕业于湖南艺术职业学院花鼓科。2002年获中国音乐学院声歌系文学学士学位，师从邹文琴教授。2002年起任中国人民解放军总政治部歌舞团（今中国人民解放军歌舞团）独唱演员。2006年毕业于北京大学艺术管理专业研究生。2009年毕业于解放军艺术学院声乐硕士研究生。2013年考入中国音乐学院民族声乐艺术表演专业攻读博士。同年担任第十五届全国青年歌手电视大奖赛民族唱法评委。

## 家庭
丈夫陳正拜。二人2012年5月5日結婚，有一子。

## 社会兼职
中华全国妇女联合会副主席，中华全国青年联合会常委，中国音乐家协会副主席，北京市文聯副主席。

## 奖项和荣誉
雷佳的主要荣誉有：专业类最高奖中国音乐金钟奖声乐大賽金奖（2003）、第十一屆全国青年歌手电视大奖赛职业组民族唱法金奖（2004）、第八届全军文艺汇演一等奖（2004）、2004年度国内歌坛十大新人（2005）、代表作《芦花》获中央人民广播电台中国民歌榜十大金曲（2004-2005）、代表作《芦花》获中宣部五个一工程奖（2007）、第九届CCTV-MTV音乐盛典最佳民歌女歌手奖（2008）。

## 作品与演出
雷佳屡次代表中国出访七十多个国家，参与文化交流活动。
2004年，于总政歌舞团《一个士兵的日记》音乐剧里演唱了《芦花》。雷佳也曾在歌剧《屈原》中饰演婵娟，《原野》中饰演金子，《江姐》中饰演江姐，《再别康桥》中饰演林徽因，陕北秧歌剧《米脂婆姨绥德汉》中饰演青青，青海“花儿”音乐剧《雪白的鸽子》中饰演尕冬妹，大型儿童音乐剧《北京传说》中饰演机器人妹妹。
2005年，于宁波音乐厅举办了首次个人独唱音乐会。
2008年，为迎接北京奥运会，雷佳参与《中华五十六民族之歌》的音乐火炬接力，花了四年時間在民間到处采风，在这项传扬中国民族音乐的艺术工程里担任了五十六首精选民族歌曲的主唱，並作为国礼送給來北京的各國政要。她也在北京奥运会闭幕式与张也、汤灿、张燕、陈思思、王丽达、哈辉现场演唱了民曲《今夜月明》。2008年底受邀为歌唱家王宏伟个人独唱音乐会的演唱嘉宾，放歌奥地利维也纳金色大厅。
2009年6月20日在家乡湖南益阳大剧院举行《报答——庆祝祖国六十华诞》演唱会。2009年10月1日建国60周年庆典中，和男高音歌唱家戴玉强在北京天安门广场領唱《领航中国》。2009年在大型原创中国歌剧《木兰诗篇》里作为“二代木兰”首次领衔。
2012年6月，参加上海合作组织“睦邻友好夜”文艺晚会，代表中国地区演唱《大地飞歌》；6月21日，主演国家大剧院首部民族歌剧《运河谣》，饰女主角水红莲。2013年11月，担任第九届中国音乐金钟奖民族声乐组评委。
2014年参加亚信峰会文艺晚会，演唱《芦花》。8月，受邀参加青奥会开幕式，演唱会歌《梦无止境》。11月，亮相“APEC文艺晚会”，独唱《板蓝花儿开》。
2015年春节受邀参加第四届纽约新春音乐会。2015年2月，参加第二届多伦多“新春同欢庆羊年”音乐会，与指挥家余隆与钢琴家郎朗同台演出；同月，参加第四届纽约新春音乐会，在林肯艺术中心与纽约爱乐乐团及大提琴家马友友同台演出，演唱陕北民歌《赶牲灵》、《三十里铺》。3月25日，参加世界花样滑冰锦标赛开幕式文艺演出，独唱歌曲《冰清玉洁》。2015年，受中国文化部之邀，作为第四代“白毛女”，演出歌剧《白毛女》并在全国十个城市巡演，同年年底她主演的3D歌剧电影《白毛女》上映。
2016年2月7日，参加央视春节联欢晚会，独唱歌曲《多想对你说》。2016年9月4日，参加G20晚会，演唱《难忘茉莉花》。
2018年1月，参加CCTV-3文博探索类节目《国家宝藏》，担任辛追墓T形帛画的“国宝守护人”。2018年2月15日，参加央视春节联欢晚会，与阎维文演唱歌曲《我们的新时代》。
2019年2月4日，参加央视春节联欢晚会，与韩磊一起演唱歌曲《和祖国在一起》。
2024年2月24日，参加河南卫视元宵特别节目，演唱《上春山》。

## 音乐专辑
- 《中华五十六民族之歌》
- 《蒲公英的天空》
- 《芦花》
- 《中国青年歌唱家系列之雷佳专集》

## 公益活动
2006年，参与了“山花工程”助学行动。在抗击雨雪冰冻灾害、5·12抗震救灾、西南大旱、青海玉树地震灾害等活动中，她踊跃捐款并多次奔赴灾区进行慰问演出。
2007年，参与“母亲水窖”工程公益事业。
2008年，参与“奥运音乐火炬接力”活动，担任唯份奥运音乐国礼《中华56民族之歌》主唱。
2009年5月12日，参加中央电视台“心连心”艺术团在四川绵竹和郁钧剑、王莉、王莹演唱歌曲《感谢祖国感谢黨》。
2010年4月，受邀录制北京科技周低碳公益主题歌《我是绿叶》，并为科技周献言献策。
2011年8月11日，雷佳作为第二十六届大学生运动会火炬手，在深圳龙岗区完成火炬传递。
2013年1月，参加首届“天使的微笑”孤独症公益音乐会，专门制作并现场演唱了此次音乐会的主题曲“天使的微笑”。
2014年6月，由国家发改委和联合国开发计划署联合制作，“青年气候大使”雷佳参与拍摄了公益短片《低碳在呼唤》，同时还演唱了同名主题曲《低碳在呼唤》，唤起人们对低碳环保的意识，号召大家参与行动。

## 參见
- 宋祖英
- 张也
- 祖海
- 张燕
- 谭晶